# São Jorge (São Lourenço dos Órgãos)
 São  Jorge es una localidad caboverdiana del municipio de São Lourenço dos Órgãos.

## Geografía
La localidad está situada en la isla Santiago.

## Organización territorial
La localidad abarca el lugar de:
- São Jorge